# Zaxxon
Zaxxon är ett arkadspel utvecklat och utgivet av Sega 1982. Spelet använder sig av ett perspektiv sett snett ovanifrån (isometriskt), och spelaren flyger ett rymdskepp genom en fästningsliknande miljö. Uppgiften i spelet är att skjuta ned så många fiendemål som möjligt utan att själv bli nedskjuten eller krascha in i en vägg.
Då spelet släpptes var det unikt i att använda sig av ett överblicksperspektiv snett uppifrån.

## Konverteringar
Eftersom spelet var mycket populärt konverterades det till nästan varje spelkonsol och hemdator som fanns mellan 1982 och 1984, bland andra DOS, Apple II, Atari 2600, Atari 5200, Atari 600XL/800XL, Commodore 64, Colecovision och Intellivision.
Atari 2600- och Intellivision-versionerna hade dock inte överblicksperspektivet som originalet, utan sågs istället rakt bakifrån vilket berodde på tekniska begränsningar hos maskinerna.